# Danh sách giải thưởng và đề cử của Lil Nas X
Nghệ sĩ nhạc rap người Mỹ Lil Nas X đã nhận được nhiều giải thưởng bao gồm hai giải Grammy, năm giải Billboard Music Awards, năm giải MTV Video Music Awards, hai giải BET Hip Hop Awards, hai giải iHeartRadio Music Awards và hai giải American Music Awards. Anh cũng là nghệ sĩ trẻ tuổi nhất giành giải tại Hal David Starlight Award

## Giải thưởng và đề cử
| Giải thưởng                                       | Năm  | Hạng mục                                       | Dành cho                                                                                   | Kết quả      | Ghi chú       |
| ------------------------------------------------- | ---- | ---------------------------------------------- | ------------------------------------------------------------------------------------------ | ------------ | ------------- |
| American Music Awards                             | 2019 | New Artist of the Year                         | —                                                                                          | Đề cử        | [ 1 ]         |
| American Music Awards                             | 2019 | Collaboration of the Year                      | "Old Town Road (Remix)" (cùng Billy Ray Cyrus)                                             | Đề cử        | [ 1 ]         |
| American Music Awards                             | 2019 | Favorite Song — Rap/Hip-Hop                    | "Old Town Road (Remix)" (cùng Billy Ray Cyrus)                                             | Đoạt giải    | [ 1 ]         |
| American Music Awards                             | 2019 | Favorite Music Video                           | "Old Town Road (Remix)" (cùng Billy Ray Cyrus)                                             | Đề cử        | [ 1 ]         |
| American Music Awards                             | 2019 | Favorite Song — Pop/Rock                       | "Old Town Road (Remix)" (cùng Billy Ray Cyrus)                                             | Đề cử        | [ 1 ]         |
| American Music Awards                             | 2021 | Favorite Music Video                           | "Montero (Call Me by Your Name)"                                                           | Đoạt giải    | [ 2 ]         |
| American Music Awards                             | 2021 | Favorite Male Pop Artist                       | —                                                                                          | Đề cử        | [ 2 ]         |
| American Music Awards                             | 2022 | Collaboration of the Year                      | "Industry Baby" (với Jack Harlow)                                                          | Đề cử        | [ 3 ]         |
| American Music Awards                             | 2022 | Favorite Song — Rap/Hip-Hop                    | "Industry Baby" (với Jack Harlow)                                                          | Đề cử        | [ 3 ]         |
| American Music Awards                             | 2022 | Favorite Music Video                           | "Industry Baby" (với Jack Harlow)                                                          | Đề cử        | [ 3 ]         |
| Apple Music Awards                                | 2019 | Song of the Year                               | "Old Town Road"                                                                            | Đoạt giải    | [ 4 ]         |
| APRA Awards                                       | 2023 | Most Performed International Work              | "That's What I Want"                                                                       | Chưa công bố | [ 5 ]         |
| BBC Radio 1's Teen Awards                         | 2019 | Best Single                                    | "Old Town Road"                                                                            | Đề cử        | [ 6 ]         |
| BET Awards                                        | 2020 | Best New Artist                                | —                                                                                          | Đề cử        | [ 7 ]         |
| BET Hip Hop Awards                                | 2019 | Best New Hip Hop Artist                        | —                                                                                          | Đề cử        | [ 8 ]         |
| BET Hip Hop Awards                                | 2019 | Single of the Year                             | "Old Town Road (Remix)" (cùng Billy Ray Cyrus)                                             | Đoạt giải    | [ 8 ]         |
| BET Hip Hop Awards                                | 2019 | Best Collab, Duo or Group                      | "Old Town Road (Remix)" (cùng Billy Ray Cyrus)                                             | Đoạt giải    | [ 8 ]         |
| BET Hip Hop Awards                                | 2021 | Best Hip Hop Video                             | "Montero (Call Me by Your Name)"                                                           | Đề cử        | [ 9 ]         |
| BET Hip Hop Awards                                | 2021 | Impact Track                                   | "Montero (Call Me by Your Name)"                                                           | Đề cử        | [ 9 ]         |
| Billboard Music Awards                            | 2020 | Top New Artist                                 | —                                                                                          | Đề cử        | [ 10 ]        |
| Billboard Music Awards                            | 2020 | Billboard Chart Achievement (fan-voted)        | —                                                                                          | Đề cử        | [ 10 ]        |
| Billboard Music Awards                            | 2020 | Top Male Artist                                | —                                                                                          | Đề cử        | [ 10 ]        |
| Billboard Music Awards                            | 2020 | Top Hot 100 Artist                             | —                                                                                          | Đề cử        | [ 10 ]        |
| Billboard Music Awards                            | 2020 | Top Streaming Songs Artist                     | —                                                                                          | Đề cử        | [ 10 ]        |
| Billboard Music Awards                            | 2020 | Top Song Sales Artist                          | —                                                                                          | Đề cử        | [ 10 ]        |
| Billboard Music Awards                            | 2020 | Top Rap Artist                                 | —                                                                                          | Đề cử        | [ 10 ]        |
| Billboard Music Awards                            | 2020 | Top Rap Male Artist                            | —                                                                                          | Đề cử        | [ 10 ]        |
| Billboard Music Awards                            | 2020 | Top Hot 100 Song                               | "Old Town Road (Remix)" (cùng Billy Ray Cyrus)                                             | Đoạt giải    | [ 10 ]        |
| Billboard Music Awards                            | 2020 | Top Streaming Song                             | "Old Town Road (Remix)" (cùng Billy Ray Cyrus)                                             | Đoạt giải    | [ 10 ]        |
| Billboard Music Awards                            | 2020 | Top Selling Song                               | "Old Town Road (Remix)" (cùng Billy Ray Cyrus)                                             | Đoạt giải    | [ 10 ]        |
| Billboard Music Awards                            | 2020 | Top Collaboration (fan-voted)                  | "Old Town Road (Remix)" (cùng Billy Ray Cyrus)                                             | Đề cử        | [ 10 ]        |
| Billboard Music Awards                            | 2020 | Top Rap Song                                   | "Old Town Road (Remix)" (cùng Billy Ray Cyrus)                                             | Đoạt giải    | [ 10 ]        |
| Billboard Music Awards                            | 2022 | Top Male Artist                                | —                                                                                          | Đề cử        | [ 11 ]        |
| Billboard Music Awards                            | 2022 | Top Streaming Songs Artist                     | —                                                                                          | Đề cử        | [ 11 ]        |
| Billboard Music Awards                            | 2022 | Top Collaboration                              | "Industry Baby" (với Jack Harlow)                                                          | Đề cử        | [ 11 ]        |
| Billboard Music Awards                            | 2022 | Top Rap Song                                   | "Industry Baby" (với Jack Harlow)                                                          | Đoạt giải    | [ 11 ]        |
| Billboard Music Awards                            | 2022 | Top Billboard Global 200 (Excl. U.S.) Song     | "Montero (Call Me by Your Name)"                                                           | Đề cử        | [ 11 ]        |
| BMI Pop Awards                                    | 2022 | Songwriters of Most Performed Song of the Year | "Montero (Call Me by Your Name)"                                                           | Đoạt giải    | [ 12 ]        |
| BMI Pop Awards                                    | 2022 | Songwriters of Most Performed Song of the Year | "Industry Baby"                                                                            | Đoạt giải    | [ 12 ]        |
| Bravo Otto                                        | 2019 | Newcomer                                       | —                                                                                          | Đề cử        | [ 13 ]        |
| Brit Awards                                       | 2022 | International Artist of the Year               | —                                                                                          | Đề cử        | [ 14 ]        |
| Brit Awards                                       | 2022 | Best International Song                        | "Montero (Call Me by Your Name)"                                                           | Đề cử        | [ 14 ]        |
| Cannes Lions International Festival of Creativity | 2022 | Entertainment Lions for Music                  | "Industry Baby" (với Jack Harlow)                                                          | Silver       | [ 15 ]        |
| Cannes Lions International Festival of Creativity | 2022 | Entertainment Lions for Music                  | Lil Nas X "Montero"                                                                        | Shortlisted  | [ 15 ]        |
| Ciclope Festival Awards                           | 2021 | Visual Effects in a Music Video                | "Call Me by Your Name"                                                                     | Đề cử        | [ 16 ]        |
| Country Music Association Awards                  | 2019 | Musical Event of the Year                      | "Old Town Road (Remix)" (cùng Billy Ray Cyrus)                                             | Đoạt giải    | [ 17 ]        |
| Danish Music Awards                               | 2019 | Foreign Song of the Year                       | "Old Town Road (Remix)" (cùng Billy Ray Cyrus)                                             | Đề cử        | [ 18 ]        |
| Gaygalan Awards                                   | 2022 | International Song of the Year                 | "Call Me by Your Name"                                                                     | Đề cử        | [ 19 ] [ 20 ] |
| GLAAD Media Awards                                | 2020 | Outstanding Music Artist                       | 7                                                                                          | Đoạt giải    | [ 21 ]        |
| GLAAD Media Awards                                | 2022 | Outstanding Music Artist                       | Montero                                                                                    | Đoạt giải    | [ 22 ]        |
| Global Awards                                     | 2022 | Special Award for Creativity                   | —                                                                                          | Đoạt giải    | [ 23 ]        |
| Grammy Awards                                     | 2020 | Best New Artist                                | —                                                                                          | Đề cử        | [ 24 ]        |
| Grammy Awards                                     | 2020 | Best Rap/Sung Performance                      | "Panini"                                                                                   | Đề cử        | [ 24 ]        |
| Grammy Awards                                     | 2020 | Record of the Year                             | "Old Town Road (Remix)" (cùng Billy Ray Cyrus)                                             | Đề cử        | [ 24 ]        |
| Grammy Awards                                     | 2020 | Best Pop Duo/Group Performance                 | "Old Town Road (Remix)" (cùng Billy Ray Cyrus)                                             | Đoạt giải    | [ 24 ]        |
| Grammy Awards                                     | 2020 | Best Music Video                               | "Old Town Road (Remix)" (cùng Billy Ray Cyrus)                                             | Đoạt giải    | [ 24 ]        |
| Grammy Awards                                     | 2020 | Album of the Year                              | 7                                                                                          | Đề cử        | [ 24 ]        |
| Grammy Awards                                     | 2022 | Album of the Year                              | Montero                                                                                    | Đề cử        | [ 25 ]        |
| Grammy Awards                                     | 2022 | Record of the Year                             | "Montero (Call Me by Your Name)"                                                           | Đề cử        | [ 25 ]        |
| Grammy Awards                                     | 2022 | Song of the Year                               | "Montero (Call Me by Your Name)"                                                           | Đề cử        | [ 25 ]        |
| Grammy Awards                                     | 2022 | Best Music Video                               | "Montero (Call Me by Your Name)"                                                           | Đề cử        | [ 25 ]        |
| Grammy Awards                                     | 2022 | Best Melodic Rap Performance                   | "Industry Baby" (với Jack Harlow)                                                          | Đề cử        | [ 25 ]        |
| iHeartRadio Music Awards                          | 2020 | Song of the Year                               | "Old Town Road"                                                                            | Đề cử        | [ 26 ]        |
| iHeartRadio Music Awards                          | 2020 | Hip-Hop Song of the Year                       | "Old Town Road"                                                                            | Đề cử        | [ 26 ]        |
| iHeartRadio Music Awards                          | 2020 | Best Music Video                               | "Old Town Road (Remix)" (cùng Billy Ray Cyrus)                                             | Đề cử        | [ 26 ]        |
| iHeartRadio Music Awards                          | 2020 | Best Remix                                     | "Old Town Road (Remix)" (cùng Billy Ray Cyrus)                                             | Đề cử        | [ 26 ]        |
| iHeartRadio Music Awards                          | 2020 | Best New Pop Artist                            | —                                                                                          | Đề cử        | [ 26 ]        |
| iHeartRadio Music Awards                          | 2020 | Best New Hip-Hop Artist                        | —                                                                                          | Đề cử        | [ 26 ]        |
| iHeartRadio Music Awards                          | 2022 | Male Artist of the Year                        | —                                                                                          | Đoạt giải    | [ 27 ]        |
| iHeartRadio Music Awards                          | 2022 | iHeartRadio Hat Trick                          | —                                                                                          | Đoạt giải    | [ 27 ]        |
| iHeartRadio Music Awards                          | 2022 | Best Lyrics                                    | "Montero (Call Me by Your Name)"                                                           | Đề cử        | [ 27 ]        |
| iHeartRadio Music Awards                          | 2022 | Song of the Year                               | "Montero (Call Me by Your Name)"                                                           | Đề cử        | [ 27 ]        |
| iHeartRadio Music Awards                          | 2022 | Best Music Video                               | "Montero (Call Me by Your Name)"                                                           | Đề cử        | [ 27 ]        |
| iHeartRadio Music Awards                          | 2022 | TikTok Bop of the Year                         | "Montero (Call Me by Your Name)"                                                           | Đề cử        | [ 27 ]        |
| iHeartRadio Music Awards                          | 2022 | Best Cover Song                                | "Jolene" (Dolly Parton)                                                                    | Đề cử        | [ 27 ]        |
| iHeartRadio Music Awards                          | 2023 | Song of the Year                               | "Industry Baby" (với Jack Harlow)                                                          | Đề cử        | [ 28 ]        |
| iHeartRadio Music Awards                          | 2023 | Best Collaboration                             | "Industry Baby" (với Jack Harlow)                                                          | Đề cử        | [ 28 ]        |
| iHeartRadio Music Awards                          | 2023 | Favorite Tour Style                            | —                                                                                          | Đề cử        | [ 28 ]        |
| iHeartRadio Titanium Awards                       | 2022 | Winning Song                                   | "Montero (Call Me by Your Name)"                                                           | Đoạt giải    | [ 29 ]        |
| iHeartRadio Titanium Awards                       | 2022 | Winning Song                                   | "THAT'S WHAT I WANT"                                                                       | Đoạt giải    | [ 30 ]        |
| iHeartRadio Titanium Awards                       | 2022 | Winning Song                                   | "Industry Baby"                                                                            | Đoạt giải    | [ 30 ]        |
| LOS40 Music Awards                                | 2019 | Best International New Artist                  | —                                                                                          | Đề cử        | [ 31 ]        |
| LOS40 Music Awards                                | 2021 | Best International Song                        | "Montero (Call Me by Your Name)"                                                           | Đề cử        | [ 32 ]        |
| LOS40 Music Awards                                | 2021 | Best International Video                       | "Montero (Call Me by Your Name)"                                                           | Đề cử        | [ 32 ]        |
| MTV Europe Music Awards                           | 2019 | Best New Act                                   | —                                                                                          | Đề cử        | [ 33 ]        |
| MTV Europe Music Awards                           | 2019 | Best Look                                      | —                                                                                          | Đề cử        | [ 33 ]        |
| MTV Europe Music Awards                           | 2019 | Best US Act                                    | —                                                                                          | Đề cử        | [ 33 ]        |
| MTV Europe Music Awards                           | 2019 | Best Song                                      | "Old Town Road (Remix)" (cùng Billy Ray Cyrus)                                             | Đề cử        | [ 33 ]        |
| MTV Europe Music Awards                           | 2019 | Best Video                                     | "Old Town Road (Remix)" (cùng Billy Ray Cyrus)                                             | Đề cử        | [ 33 ]        |
| MTV Europe Music Awards                           | 2019 | Best Collaboration                             | "Old Town Road (Remix)" (cùng Billy Ray Cyrus)                                             | Đề cử        | [ 33 ]        |
| MTV Europe Music Awards                           | 2021 | Best US Act                                    | —                                                                                          | Đề cử        | [ 34 ]        |
| MTV Europe Music Awards                           | 2021 | Best Artist                                    | —                                                                                          | Đề cử        | [ 34 ]        |
| MTV Europe Music Awards                           | 2021 | Best Song                                      | "Montero (Call Me by Your Name)"                                                           | Đề cử        | [ 34 ]        |
| MTV Europe Music Awards                           | 2021 | Best Video                                     | "Montero (Call Me by Your Name)"                                                           | Đoạt giải    | [ 34 ]        |
| MTV Europe Music Awards                           | 2021 | Video For Good                                 | "Montero (Call Me by Your Name)"                                                           | Đề cử        | [ 34 ]        |
| MTV Europe Music Awards                           | 2021 | Best Collaboration                             | "Industry Baby" (với Jack Harlow)                                                          | Đề cử        | [ 34 ]        |
| MTV Millennial Awards                             | 2021 | Global Hit of the Year                         | "Montero (Call Me By Your Name)"                                                           | Đề cử        | [ 35 ]        |
| MTV Millennial Awards Brazil                      | 2021 | Global Hit                                     | "Montero (Call Me By Your Name)"                                                           | Đề cử        | [ 36 ]        |
| MTV Video Music Awards                            | 2019 | Best New Artist                                | —                                                                                          | Đề cử        | [ 37 ]        |
| MTV Video Music Awards                            | 2019 | Video of the Year                              | "Old Town Road (Remix)" (cùng Billy Ray Cyrus)                                             | Đề cử        | [ 37 ]        |
| MTV Video Music Awards                            | 2019 | Song of the Year                               | "Old Town Road (Remix)" (cùng Billy Ray Cyrus)                                             | Đoạt giải    | [ 37 ]        |
| MTV Video Music Awards                            | 2019 | Best Collaboration                             | "Old Town Road (Remix)" (cùng Billy Ray Cyrus)                                             | Đề cử        | [ 37 ]        |
| MTV Video Music Awards                            | 2019 | Best Hip-Hop Video                             | "Old Town Road (Remix)" (cùng Billy Ray Cyrus)                                             | Đề cử        | [ 37 ]        |
| MTV Video Music Awards                            | 2019 | Song of Summer                                 | "Old Town Road (Remix)" (cùng Billy Ray Cyrus)                                             | Đề cử        | [ 37 ]        |
| MTV Video Music Awards                            | 2019 | Best Direction                                 | "Old Town Road (Remix)" (cùng Billy Ray Cyrus)                                             | Đoạt giải    | [ 37 ]        |
| MTV Video Music Awards                            | 2019 | Best Editing                                   | "Old Town Road (Remix)" (cùng Billy Ray Cyrus)                                             | Đề cử        | [ 37 ]        |
| MTV Video Music Awards                            | 2019 | Best Art Direction                             | "Old Town Road (Remix)" (cùng Billy Ray Cyrus)                                             | Đề cử        | [ 37 ]        |
| MTV Video Music Awards                            | 2021 | Video of the Year                              | "Montero (Call Me By Your Name)"                                                           | Đoạt giải    | [ 38 ]        |
| MTV Video Music Awards                            | 2021 | Video for Good                                 | "Montero (Call Me By Your Name)"                                                           | Đề cử        | [ 38 ]        |
| MTV Video Music Awards                            | 2021 | Best Direction                                 | "Montero (Call Me By Your Name)"                                                           | Đoạt giải    | [ 38 ]        |
| MTV Video Music Awards                            | 2021 | Best Art Direction                             | "Montero (Call Me By Your Name)"                                                           | Đề cử        | [ 38 ]        |
| MTV Video Music Awards                            | 2021 | Best Visual Effects                            | "Montero (Call Me By Your Name)"                                                           | Đoạt giải    | [ 38 ]        |
| MTV Video Music Awards                            | 2021 | Song of Summer                                 | "Industry Baby" (với Jack Harlow)                                                          | Đề cử        | [ 39 ]        |
| MTV Video Music Awards                            | 2022 | Video of the Year                              | "Industry Baby" (với Jack Harlow)                                                          | Đề cử        | [ 40 ]        |
| MTV Video Music Awards                            | 2022 | Best Collaboration                             | "Industry Baby" (với Jack Harlow)                                                          | Đoạt giải    | [ 40 ]        |
| MTV Video Music Awards                            | 2022 | Best Direction                                 | "Industry Baby" (với Jack Harlow)                                                          | Đề cử        | [ 40 ]        |
| MTV Video Music Awards                            | 2022 | Best Art Direction                             | "Industry Baby" (với Jack Harlow)                                                          | Đoạt giải    | [ 40 ]        |
| MTV Video Music Awards                            | 2022 | Best Visual Effect                             | "Industry Baby" (với Jack Harlow)                                                          | Đoạt giải    | [ 40 ]        |
| MTV Video Music Awards                            | 2022 | Best Choreography                              | "Industry Baby" (với Jack Harlow)                                                          | Đề cử        | [ 40 ]        |
| MTV Video Music Awards                            | 2022 | Artist of the Year                             | —                                                                                          | Đề cử        | [ 40 ]        |
| MTV Video Play Awards                             | 2019 | Winning Video                                  | "Old Town Road (Remix)" (cùng Billy Ray Cyrus)                                             | Đoạt giải    | [ 41 ]        |
| Nickelodeon Kids' Choice Awards                   | 2020 | Favorite Song                                  | "Old Town Road"                                                                            | Đề cử        | [ 42 ]        |
| Nickelodeon Kids' Choice Awards                   | 2020 | Favorite Music Collaboration                   | "Old Town Road"                                                                            | Đề cử        | [ 42 ]        |
| Nickelodeon Kids' Choice Awards                   | 2020 | Favorite Male Artist                           | —                                                                                          | Đề cử        | [ 42 ]        |
| Nickelodeon Kids' Choice Awards                   | 2020 | Favorite Breakout New Artist                   | —                                                                                          | Đoạt giải    | [ 42 ]        |
| NRJ Music Awards                                  | 2019 | International Breakthrough of the Year         | —                                                                                          | Đề cử        | [ 43 ]        |
| NRJ Music Awards                                  | 2019 | International Duo/Group of the Year            | Lil Nas X and Billy Ray Cyrus                                                              | Đề cử        | [ 43 ]        |
| NRJ Music Awards                                  | 2019 | International Song of the Year                 | "Old Town Road (Remix)" (cùng Billy Ray Cyrus)                                             | Đề cử        | [ 43 ]        |
| NRJ Music Awards                                  | 2019 | Video of the Year                              | "Old Town Road (Remix)" (cùng Billy Ray Cyrus)                                             | Đề cử        | [ 43 ]        |
| People's Choice Awards                            | 2019 | Male Artist of 2019                            | —                                                                                          | Đề cử        | [ 44 ]        |
| People's Choice Awards                            | 2019 | Song of 2019                                   | "Old Town Road (Remix)" (cùng Billy Ray Cyrus)                                             | Đề cử        | [ 44 ]        |
| People's Choice Awards                            | 2020 | The Style Star of 2020                         | —                                                                                          | Đề cử        | [ 45 ]        |
| People's Choice Awards                            | 2021 | The Male Artist of 2021                        | —                                                                                          | Đoạt giải    | [ 46 ]        |
| People's Choice Awards                            | 2021 | The Social Star of 2021                        | —                                                                                          | Đề cử        | [ 46 ]        |
| People's Choice Awards                            | 2021 | The Album of 2021                              | Montero                                                                                    | Đề cử        | [ 46 ]        |
| People's Choice Awards                            | 2021 | The Song of 2021                               | "Montero (Call Me By Your Name)"                                                           | Đề cử        | [ 46 ]        |
| People's Choice Awards                            | 2021 | The Music Video of 2021                        | "Montero (Call Me By Your Name)"                                                           | Đề cử        | [ 46 ]        |
| People's Choice Awards                            | 2021 | The Collaboration Song of 2021                 | "Industry Baby" (với Jack Harlow)                                                          | Đề cử        | [ 46 ]        |
| People's Choice Awards                            | 2022 | The Social Celebrity of 2022                   | —                                                                                          | Đề cử        | [ 47 ]        |
| Premios Odeón                                     | 2022 | Best International Song                        | "Montero (Call Me By Your Name)"                                                           | Đoạt giải    | [ 48 ]        |
| Queerty Awards                                    | 2020 | Closet Door Bustdown                           | —                                                                                          | Đoạt giải    | [ 49 ] [ 50 ] |
| Rockbjörnen                                       | 2021 | Foreign Song of the Year                       | "Montero (Call Me By Your Name)"                                                           | Đề cử        | [ 51 ]        |
| Shots Awards                                      | 2022 | Music Video of the Year (silver)               | "Industry Baby" (với Jack Harlow)                                                          | Đoạt giải    | [ 52 ]        |
| Songwriters Hall of Fame                          | 2022 | Hal David Starlight Award                      | —                                                                                          | Đoạt giải    | [ 53 ]        |
| Streamy Awards                                    | 2019 | Breakthrough Artist                            | —                                                                                          | Đoạt giải    | [ 54 ]        |
| Streamy Awards                                    | 2021 | Best Collaboration                             | "Lil Nas X "Montero (Call Me By Your Name)" REACTION WITH LIL NAS X!!" (với Zach Campbell) | Đề cử        | [ 55 ]        |
| Swiss Music Awards                                | 2020 | Best International Hit                         | "Old Town Road"                                                                            | Đề cử        | [ 56 ]        |
| Teen Choice Awards                                | 2019 | Choice Male Artist                             | —                                                                                          | Đề cử        | [ 57 ]        |
| Teen Choice Awards                                | 2019 | Choice Breakout Artist                         | —                                                                                          | Đề cử        | [ 57 ]        |
| Teen Choice Awards                                | 2019 | Choice Song: Male Artist                       | "Old Town Road"                                                                            | Đề cử        | [ 57 ]        |
| Teen Choice Awards                                | 2019 | Choice Collaboration                           | "Old Town Road (Remix)" (cùng Billy Ray Cyrus)                                             | Đề cử        | [ 57 ]        |
| Teen Choice Awards                                | 2019 | Choice Song: R&B/Hip-Hop                       | "Old Town Road (Remix)" (cùng Billy Ray Cyrus)                                             | Đoạt giải    | [ 57 ]        |
| UK Music Video Awards                             | 2019 | Best Urban Video – International               | "Old Town Road (Remix)" (cùng Billy Ray Cyrus)                                             | Đề cử        | [ 58 ]        |
| UK Music Video Awards                             | 2021 | Best Pop Video – International                 | "Montero (Call Me By Your Name)"                                                           | Đề cử        | [ 59 ]        |
| UK Music Video Awards                             | 2021 | Best Pop Video – International                 | "Industry Baby" (với Jack Harlow)                                                          | Đoạt giải    | [ 59 ]        |
| UK Music Video Awards                             | 2021 | Best Choreography in a Video                   | "Industry Baby" (với Jack Harlow)                                                          | Đề cử        | [ 60 ]        |
| Wowie Awards                                      | 2022 | Breakout Star of the Year                      | —                                                                                          | Đoạt giải    | [ 61 ] [ 62 ] |